# Houda Eddachraoui
Houda Eddachraoui, née le 7 avril 1997 à Tabriquet, est une gymnaste artistique marocaine.

## Carrière
Aux Championnats d'Afrique de gymnastique artistique 2014, Houda Eddachraoui est médaillée de bronze par équipes.